# Bupleurum atroviolaceum
Bupleurum atroviolaceum là một loài thực vật có hoa trong họ Hoa tán. Loài này được (O.E.Schulz) Nasir mô tả khoa học đầu tiên năm 1972.